# Словоизменение

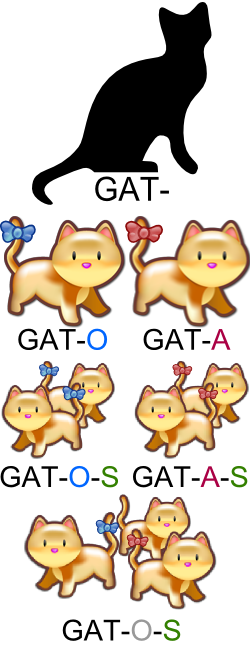
Образование словоформ от испанской (или португальской) лексемы со значением «кошка». Синим бантиком обозначен кот (мужской род), розовым — кошка (женский род)

Словоизмене́ние — образование словоформ той же лексемы, имеющих разные грамматические значения. Осуществляющие словоизменение морфемы называются «фле́ксиями» (лат. flexio «сгибание; переход голоса»). Применительно к русскому языку и многим другим языкам, у которых флексия находится в конце, также принято слово окончание. Словоизменение противопоставляется словообразованию.
Словоизменение глаголов называется «спряжением», в то время как словоизменение существительных, прилагательных и т. д. называется «склонением». Частными случаями словоизменения является склонение по падежам („рука-руки-руке…“), спряжение по лицам („иду-идёшь-идёт…“), изменение по родам, временам и другим грамматическим категориям. Множество словоформ одной лексемы образует словоизменительную парадигму.
Слова, которые никогда не изменяются, называются «инвариантными». Например, английский глагол must является инвариантным: он никогда не принимает суффикс и не меняет форму для обозначения другой грамматической категории. Его грамматические категории можно определить только из контекста. Языки, в которых грамматические категории выражаются с помощью дополнительных слов, а не словоизменения — такие как английский — называются «аналитическими». Аналитические языки, в которых не используются словообразовательные морфемы — такие как стандартный китайский — считаются изолирующими.